# SNCASE Languedoc
SNCASE SE.161 Languedoc là một loại máy bay chở khách 4 động cơ của Pháp, do hãng SNCASE (Sud-Est) chế tạo. Được phát triển từ loại Bloch MB.160, SE.161 cũng được trang bị cho quân đội Pháp cũng như hãng hàng không Air France từ cuối thập niên 1940.

## Biến thể
Bloch 161-01
SE.161/1
SE.161/P7

## Quốc gia sử dụng
Ai Cập
- Misrair

 Pháp
- Air France
- Không quân Pháp
- Hải quân Pháp

 Liban
- Air Liban

 Ba Lan
- LOT Polish Airlines

 Tây Ban Nha
- Aviaco

## Tính năng kỹ chiến thuật (SE.161/1)
Dữ liệu lấy từ French Postwar Transport Aircraft
Đặc điểm tổng quát
- Kíp lái: 5
- Sức chứa: 33
- Chiều dài: 24.26 m (79 ft 7 in)
- Sải cánh: 29.39 m (96 ft 5 in)
- Chiều cao: 5.14 m (16 ft 10 in)
- Diện tích cánh: 111.32 m2 (1,198 ft2)
- Trọng lượng rỗng: 12651 kg (27891 lb)
- Trọng lượng có tải: 20577 kg (45320 lb)
- Powerplant: 4 × Gnome-Rhône 14N 44/45, 858 kW (1150 hp) mỗi chiêc

Hiệu suất bay
- Vận tốc cực đại: 440 km/h (274 mph)
- Tầm bay: 3200 km (1989 dặm)
- Trần bay: 7.200 m (23.616 ft)